# Patrick Twumasi
Patrick Twumasi (* 9. Mai 1994 in Obuasi) ist ein ghanaischer Fußballspieler.

## Karriere

### Verein
Patrick Twumasi begann seine Karriere in seinem Heimatland bei Red Bull Ghana. 2012 wechselte er zum lettischen Verein FK Spartaks Jūrmala. Im Jahr 2013 war der Stürmer an den FK Astana verliehen. 2014 begann er in Russland bei Amkar Perm in der Premjer-Liga, kehrte aber im Laufe des Jahres zum FK Astana zurück, mit dem er die Kasachische Meisterschaft gewann. Im Juli 2018 wechselte er in die spanische Primera División zu Deportivo Alavés. Sein Debüt gab er dort am 25. August 2018 gegen Betis Sevilla. Für die Spielzeit 2019/20 wurde er an den türkischen Erstligisten Gaziantep FK ausgeliehen. Dort lief er neben 26 Ligaspielen, in welchen er 6 Treffer verbuchen konnte außerdem auch einmal im türkischen Pokal auf. Im Sommer 2020 wechselte der Stürmer nach Deutschland zu Hannover 96 und unterschrieb dort einen Vertrag bis 2023.
Nachdem Twumasi durch den neuen Trainer Christoph Dabrowski nicht mehr berücksichtigt und in die zweite Mannschaft versetzt worden war, wechselte er Anfang Februar 2022 nach Israel zu Maccabi Netanja. Er unterschrieb dort einen Vertrag bis 2023 mit Option für ein weiteres Jahr. Es zog ihn aber nach Zypern.

### Nationalmannschaft
Twumasi bestritt bereits Spiele für die ghanaische Nationalmannschaft.

## Erfolge
- Kasachischer Meister: 2014, 2015, 2016, 2017, 2018